# Monument aux morts pour la France en Afrique du Nord de 1952 à 1962
Les monuments aux morts pour la France en Afrique du Nord de 1952 à 1962 sont des mémoriaux aux combattants Français tombés lors de la guerre d'Algérie et des combats du Maroc et de la Tunisie, on en retrouve deux en France, un au cimetière du Père-Lachaise, à Paris et l'autre a Montredon-Labessonié dans le Tarn.

## Historique
Entre le 1er janvier 1952 et le 2 juillet 1962, 3 millions de soldats, appelés ou rappelés, ont combattu en Afrique du Nord. 300 000 sont revenus blessés ou malades. 30 000 sont morts, dont 747 combattants parisiens, morts ou disparus.
L'édification d'un monument fait partie des engagements de Bertrand Delanoë durant la campagne des élections municipales de 2001. L'approbation de l'hommage aux combattants parisiens tombés lors de la guerre d'Algérie et des combats du Maroc et de la Tunisie est présentée au Conseil municipal en septembre 2001.
Pierre Mansat se félicite au nom du groupe communiste de la concrétisation de ce projet qui a vu le jour il y a plusieurs années et que le PCF avait contribué à faire émerger dans la précédente mandature.
Tout en saluant que le mémorial s'adresse aux combattants des deux bords, les élus Verts du Conseil de Paris se sont abstenus car le monument ne prend pas en compte les victimes chez les non-combattants. Pour Alain Riou, il « aurait été plus opportun d'ériger un monument à la paix célébrant toutes les victimes combattantes ou non, les victimes des sinistres soirée et nuit du 17 octobre 1961, les victimes consécutives à la manifestation de Charonne, les victimes des combats, des attentats et des exactions d'où qu'elles viennent, en Algérie, Tunisie, Maroc, comme en France. »
George Sarre (Mouvement des citoyens), souligne « qu'aucun monument spécifique ne rend hommage aux sacrifices consentis par 750 combattants parisiens tombés lors de cette guerre et dans les combats du Maroc et de Tunisie » bien que ce soit l'une des plus fortes revendications des anciens combattants d'Algérie-Tunisie-Maroc.
Patrick Bloche (PS) souligne que ce projet s'inscrit dans démarche de « vérité, parce que la France, et plus particulièrement Paris, ont fait le choix de regarder leur passé en face. Un passé fait de combats longtemps niés, d'héroïsme et malheureusement de trahisons et surtout de ces jeunes hommes jetés dans ce long combat appelé alors les événements ou les opérations de maintien de l'ordre, et pas encore une guerre. »
Dans le cadre des cérémonies organisées le 19 mars 2002 pour le quarantième anniversaire du cessez-le-feu en Algérie, le maire de Paris, Bertrand Delanoë, a posé la première pierre du mémorial que la capitale va dédier aux soldats parisiens morts ou disparus en Afrique du Nord, de 1952 à 1962, dans le cimetière du Père-Lachaise,,.
Le mémorial est inauguré le 3 février 2003.

## Caractéristiques

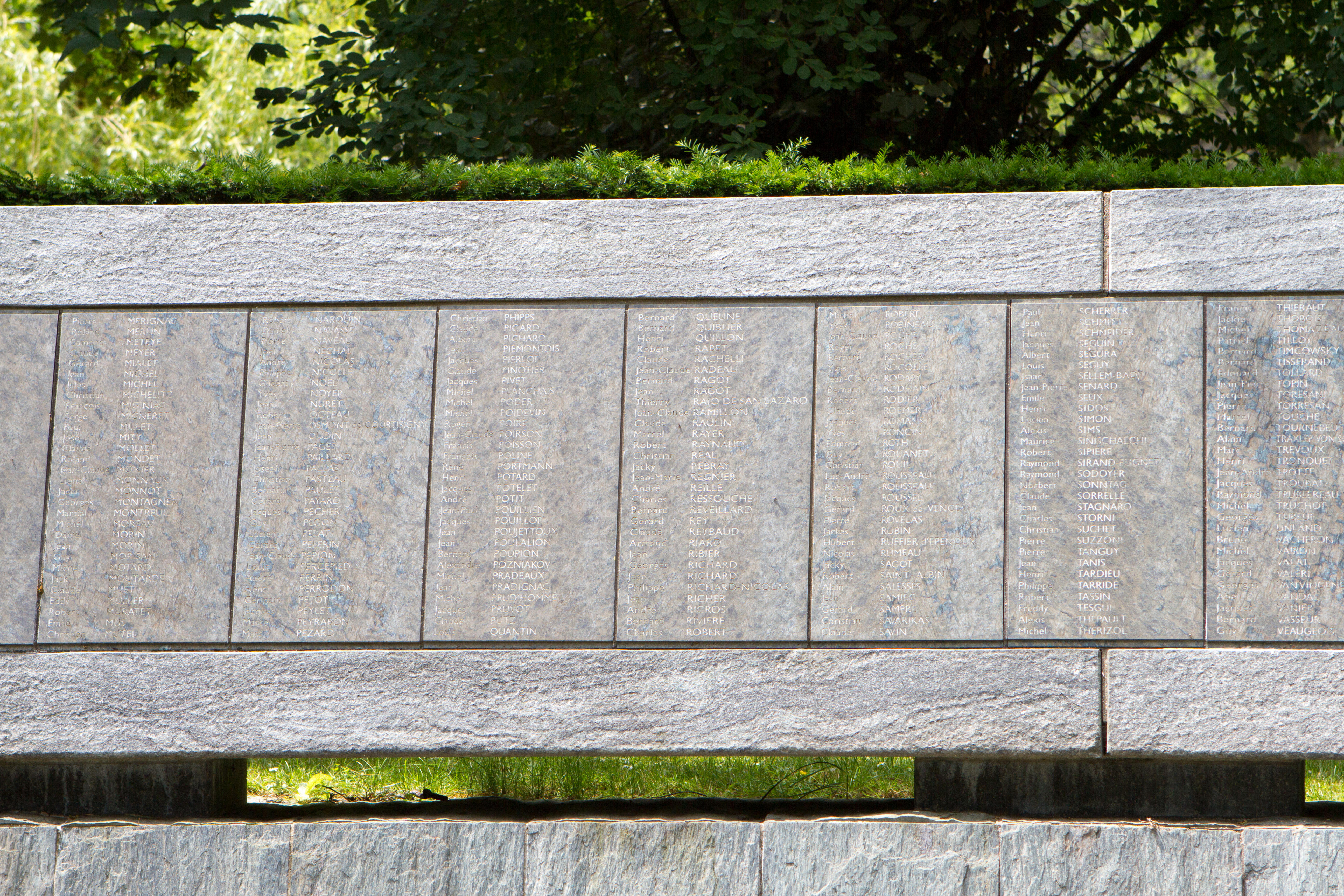
Détail du monument

Le monument se compose d'une stèle symbolisant un livre du souvenir de 2,80 m de haut. Le nom des 747 Parisiens morts ou disparus figurent sur le monument.
Le montant total pour l'édification du monument est de 271 807,25 euros HT.

## Localisation
Le monument est apposé dans la partie mémorielle du Père-Lachaise, près des monuments dédiés aux combattants victimes des deux guerres mondiales et de l'entrée Gambetta, en face du Jardin du Souvenir. Il se trouve dans la 88e division du cimetière du Père-Lachaise, en bordure de l'allée des Fédérés. Le monument se trouve dans le voisinage immédiat de la stèle en hommage aux victimes de l'OAS inaugurée en 2011 et de la stèle en mémoire des disparus des Abdellys inaugurée en 2015.